# Impatiens tilo
Impatiens tilo är en balsaminväxtart som först beskrevs av Dc., och fick sitt nu gällande namn av C.R. Suresh. Impatiens tilo ingår i släktet balsaminer, och familjen balsaminväxter. Inga underarter finns listade i Catalogue of Life.